# ТЭЦ-25
ТЭЦ-25 — предприятие энергетики московской энергосистемы, расположенное в районе Очаково-Матвеевское ЗАО Москвы.
Входит в состав территориальной генерирующей компании «Мосэнерго». Станция имеет электрическую мощность 1370 МВт, тепловую — 4088 Гкал/ч, является одной из самых мощных теплоэлектроцентралей не только в Москве, но и в России. Вырабатывает около 10 % всей электроэнергии Мосэнерго.

## История
Строительство теплоэлектроцентрали обусловлено потребностью города в электрической и особенно тепловой энергии в связи с развёртыванием на юго-западе Москвы жилищного и промышленного строительства. Задание на проектирование было выдано в ноябре 1968 года. 9 февраля 1971 года была организована дирекция строящейся электростанции, которая подчинялась Мосэнерго.
Акт приёмки первого котла в эксплуатацию был подписан 31 декабря 1974 года. В 1978, 1980 и 1981 годах были последовательно введены в строй три энергоблока мощностью 250 МВт каждый. Последние энергоблоки, 6-й и 7-й, заработали в 1990 и 1991 годах.
В 2014–2015 годах в управление ТЭЦ-25 передан ряд районных и квартальных тепловых станций — КТС-26, КТС-24, РТС «Рублёво», МК «Западный порт», РТС «Кунцево», РТС «Крылатское». В 2016 году на градирнях №4 и №5 установлена система цветной светодиодной подсветки.

## Потребители
Обслуживает тепловой энергией жителей районов и территорий:
- Очаково-Матвеевское
- Давыдково
- Тропарёво
- Беляево-Богородское
- Хорошёво-Мнёвники
- Фили
- Лужники
- Ломоносовский[5]

## Экология
По данным Мосэнерго, оборудование ТЭЦ-25 соответствует современным нормам экологической безопасности. Проводятся также дополнительные мероприятия по снижению воздействия на окружающую среду вследствие близости жилой зоны:
- регулярная модернизация оборудования,
- монтаж дымососов рециркуляции газов (ДРГ),
- внедрение ступенчатого сжигания топлива на энергетических котлах,
- установлены шумоглушители на выхлопах эжекторов воздушного расхолаживания на ТГ-4 (снижение шума)
  -     -       - Несмотря на заявленную "экологичность", на практике жители района Очаково-Матвеевское постоянно испытывают на себе повышенный уровень шума. Гул от работы оборудования ТЭЦ-25 доходит и до близлежащих районов - Олимпийской деревни, Аминьевского шоссе. Ситуация с превышением уровня шума не меняется десятилетиями.

## Пожар 4 сентября 2009 года
4 сентября 2009 года на ТЭЦ-25, принадлежащей «Мосэнерго», в 07:15 произошло возгорание высоковольтного ввода одного из трансформаторов.
- В 07:15 из-за возгорания трансформатора на ТЭЦ-25 был аварийно отключён четвёртый энергоблок.
- В 07:35 возгорание было ликвидировано.

## Перечень основного оборудования
| Агрегат                              | Тип           | Изготовитель                                     | Количество | Ввод в эксплуатацию | Основные характеристики | Основные характеристики | Источники |
| Агрегат                              | Тип           | Изготовитель                                     | Количество | Ввод в эксплуатацию | Параметр                | Значение                | Источники |
| ------------------------------------ | ------------- | ------------------------------------------------ | ---------- | ------------------- | ----------------------- | ----------------------- | --------- |
| Оборудование паротурбинных установок |               |                                                  |            |                     |                         |                         |           |
| Паровой котёл                        | ТГМ-84Б       | Таганрогский котельный завод «Красный котельщик» | 2          | 1976 г.—1977 г.     | Топливо                 | газ, мазут              | [ 7 ]     |
| Паровой котёл                        | ТГМ-84Б       | Таганрогский котельный завод «Красный котельщик» | 2          | 1976 г.—1977 г.     | Производительность      | 420 т/ч                 | [ 7 ]     |
| Паровой котёл                        | ТГМ-84Б       | Таганрогский котельный завод «Красный котельщик» | 2          | 1976 г.—1977 г.     | Параметры пара          | 140 кгс/см2, 560 °С     | [ 7 ]     |
| Паровой котёл                        | ТГМП-314П,А   | Таганрогский котельный завод «Красный котельщик» | 5          | 1976—1991 г.        | Топливо                 | газ, мазут              | [ 7 ]     |
| Паровой котёл                        | ТГМП-314П,А   | Таганрогский котельный завод «Красный котельщик» | 5          | 1976—1991 г.        | Производительность      | 1000 т/ч                | [ 7 ]     |
| Паровой котёл                        | ТГМП-314П,А   | Таганрогский котельный завод «Красный котельщик» | 5          | 1976—1991 г.        | Параметры пара          | 255 кгс/см2, 545 °С     | [ 7 ]     |
| Паровая турбина                      | ПТ-60-130/13  | Ленинградский металлический завод                | 2          | 1976 г. 1977 г.     | Установленная мощность  | 60 МВт                  | [ 7 ]     |
| Паровая турбина                      | ПТ-60-130/13  | Ленинградский металлический завод                | 2          | 1976 г. 1977 г.     | Тепловая нагрузка       | 139 Гкал/ч              | [ 7 ]     |
| Паровая турбина                      | Т-250/300-240 | Уральский турбинный завод                        | 5          | 1979—1991 г.        | Установленная мощность  | 250 МВт                 | [ 7 ]     |
| Паровая турбина                      | Т-250/300-240 | Уральский турбинный завод                        | 5          | 1979—1991 г.        | Тепловая нагрузка       | 330 Гкал/ч              | [ 7 ]     |
| Водогрейное оборудование             |               |                                                  |            |                     |                         |                         |           |
| Водогрейный котел                    | ПТВМ-180      | Барнаульский котельный завод                     | 6          | 1973—1980 г.        | Топливо                 | газ, мазут              | [ 7 ]     |
| Водогрейный котел                    | ПТВМ-180      | Барнаульский котельный завод                     | 6          | 1973—1980 г.        | Тепловая мощность       | 180 Гкал/ч              | [ 7 ]     |
| Водогрейный котел                    | КВГМ-180      | Барнаульский котельный завод                     | 6          | 1986—1999 г.        | Топливо                 | газ, мазут              | [ 7 ]     |
| Водогрейный котел                    | КВГМ-180      | Барнаульский котельный завод                     | 6          | 1986—1999 г.        | Тепловая мощность       | 180 Гкал/ч              | [ 7 ]     |